# Hypsiloporus serratus
Hypsiloporus serratus är en mångfotingart som beskrevs av Loomis 1964. Hypsiloporus serratus ingår i släktet Hypsiloporus och familjen Comodesmidae. Inga underarter finns listade i Catalogue of Life.